# 戈采代爾切夫
戈采代爾切夫是保加利亞西南部布拉戈耶夫格勒州戈采代爾切夫市鎮的城鎮及行政中心，距離州府布拉戈耶夫格勒97公里，海拔高度540米，受大陸性氣候影響，2010年人口22,214。
原名内夫罗科普，1951年更为现名，以纪念革命家戈采·代尔切夫。

## 外部連結
- Gotse Delchev municipality — towns and villages （页面存档备份，存于）
- Gotse Delchev municipality at Domino.bg
- Pictures from Gotse Delchev （页面存档备份，存于）